# Torre faro (illuminazione)

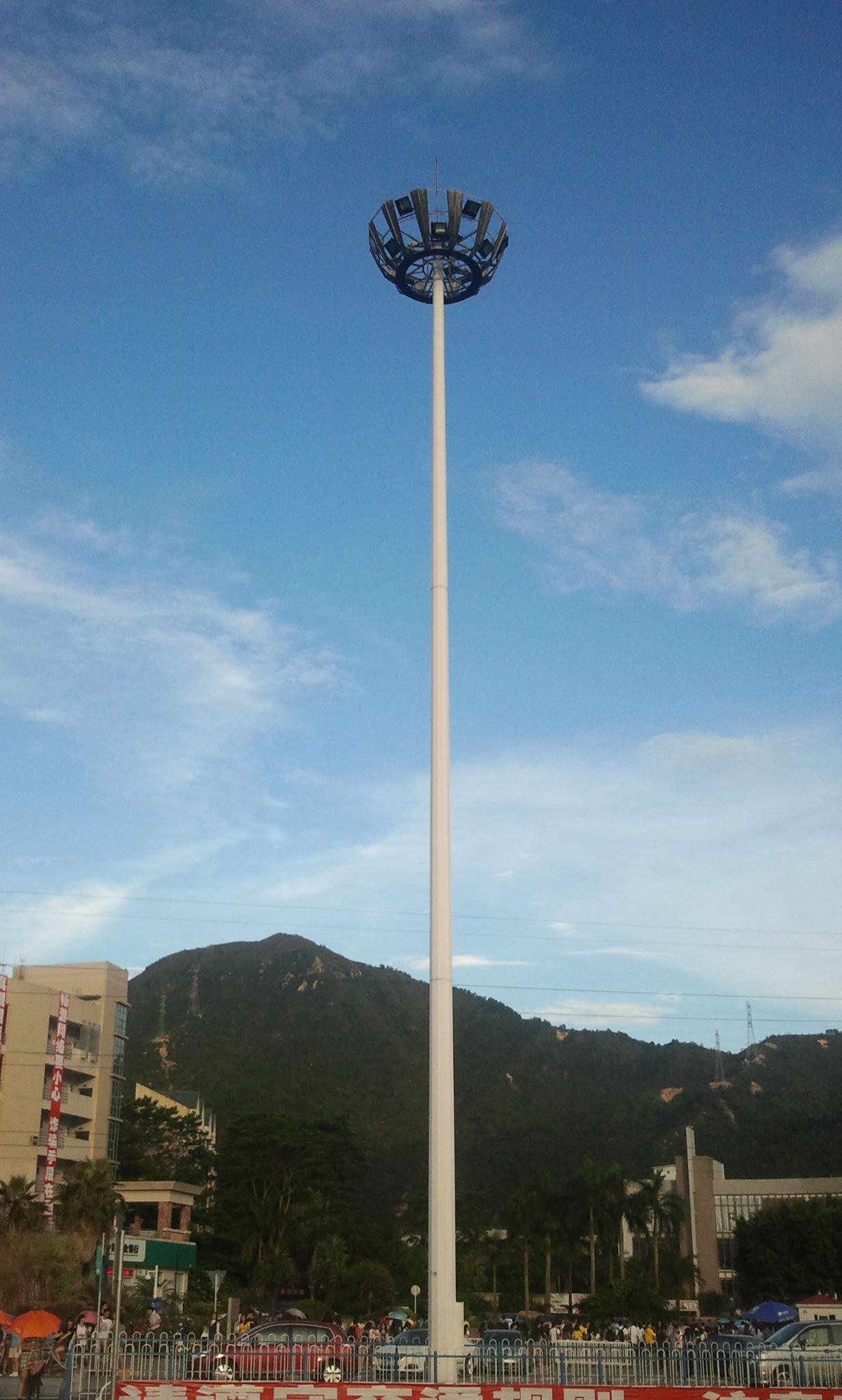
Esempio di torre faro

La torre faro è un sistema per l'illuminazione pubblica.

## Composizione e funzionamento
Tale sistema consiste in una colonna ripiegabile con all'estremità dei fari o proiettori, quasi sempre tali sistemi sono montati su dei carrelli con un gruppo elettrogeno per l'alimentazione dei fari.
Oggi sono ormai molto diffusi sistemi stabilizzanti e di auto ripiegamento automatizzato del traliccio in caso di vento troppo forte che potrebbe metterne a rischio la stabilità.
In alcune torri faro vengono installate all'estremità di queste anche le luci di segnalazione ostacoli al volo, come ad esempio negli aeroporti, in quanto queste torri possono costituire un pericolo agli aeromobili in volo. Queste luci vengono installate in modo da evitare le collisioni e non ostacolare i voli.

## Impiego delle torri faro
Le torri faro vengono principalmente utilizzate per l'illuminazione pubblica degli incroci stradali, dei porti, dei parcheggi grandi per le auto oppure anche per l'illuminazione di spazi grandi come i piazzali di sosta delle stazioni per i pullman e quelli di sosta per gli aeromobili situati all'interno di un'area aeroportuale, i campi sportivi,  tracciati motoristici, gli ippodromi e i maneggi di grandi dimensioni e così via. Vengono inoltre utilizzate per l'illuminazione di eventi temporanei come concerti e feste o dai Vigili del fuoco per illuminare efficacemente il luogo di intervento.

## Manutenzione
Nel caso in cui una torre faro necessiti di manutenzione, la maggior parte di queste è dotata di un motore elettrico in modo da portare in basso il punto dove sono alloggiati i fari oppure possono essere dotate di una scala in modo da far salire gli operai rispettando le regole in materia di sicurezza sul lavoro. Tali regole sono ad esempio l'uso obbligatorio della corda di sicurezza e del casco per proteggere la testa. In altri casi invece gli operai possono ricorrere ad un'autogrù. La manutenzione può essere fatta nel caso in cui devono essere sostituite una o più lampadine oppure per il controllo dell'impianto elettrico nel caso in cui ci siano altri guasti. La scala, se presente, viene concepita ad una certa altezza dal suolo per evitare che ci salgano persone non autorizzate.

## Galleria d'immagini

### Impiego per l'illuminazione stradale

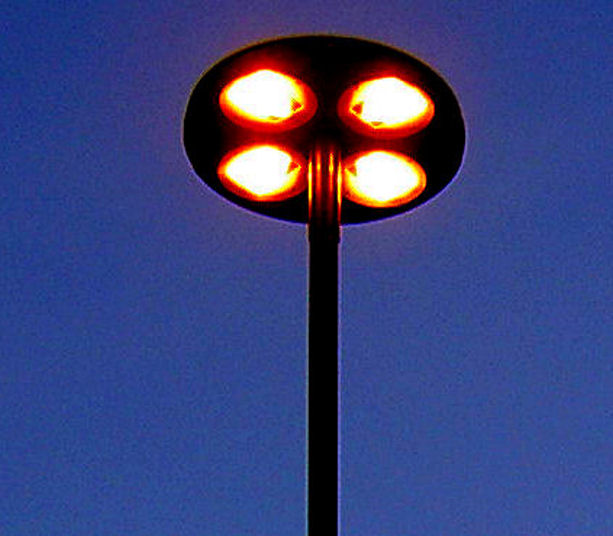
Una torre faro con all'estremità quattro fari in funzione
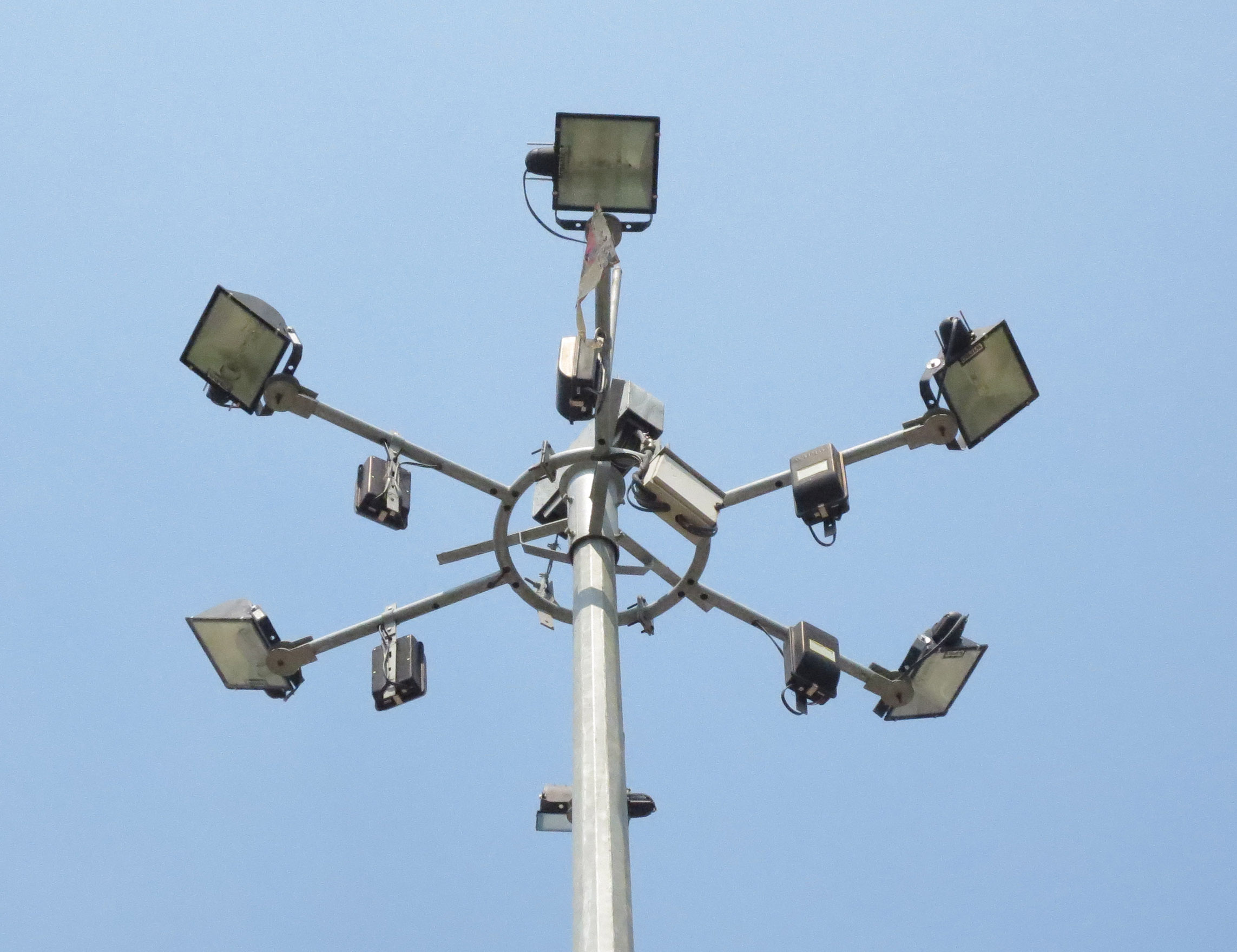
Torre faro con sei fari all'estremità
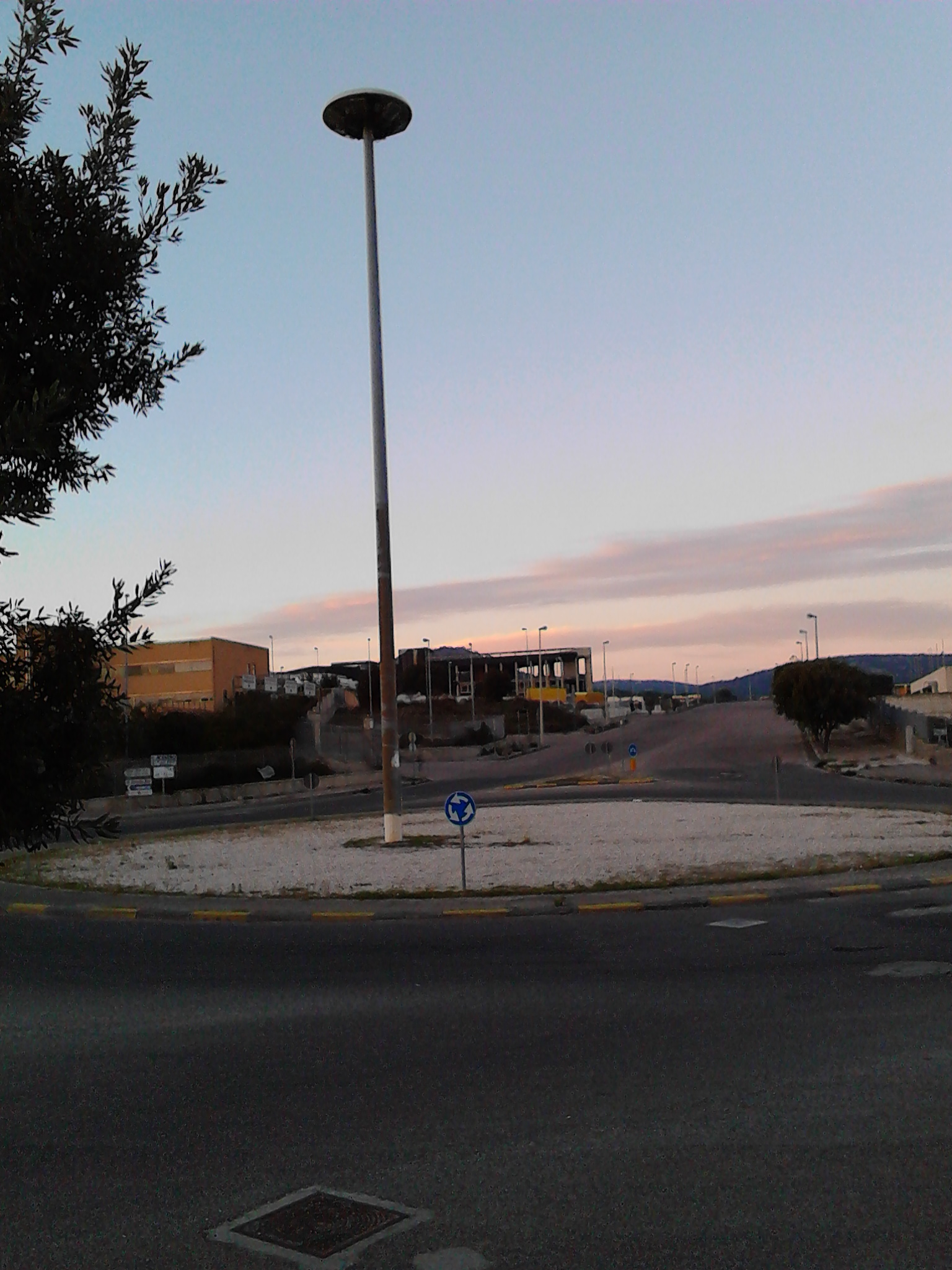
Torre faro per l'illuminazione di una rotatoria nella zona industriale di Pratosardo, a Nuoro

### Altri impieghi della torre faro

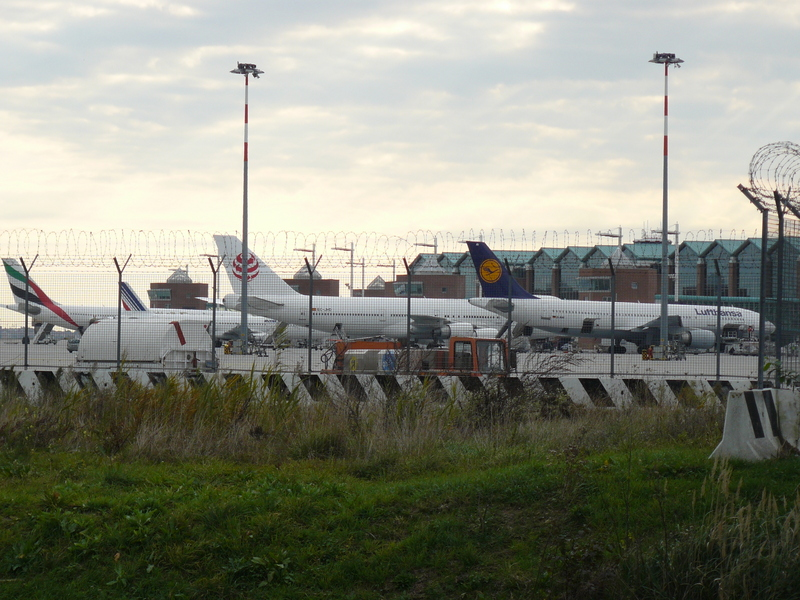
Due torri faro per l'illuminazione del piazzale di sosta degli aeromobili dell'aeroporto di Venezia-Tessera
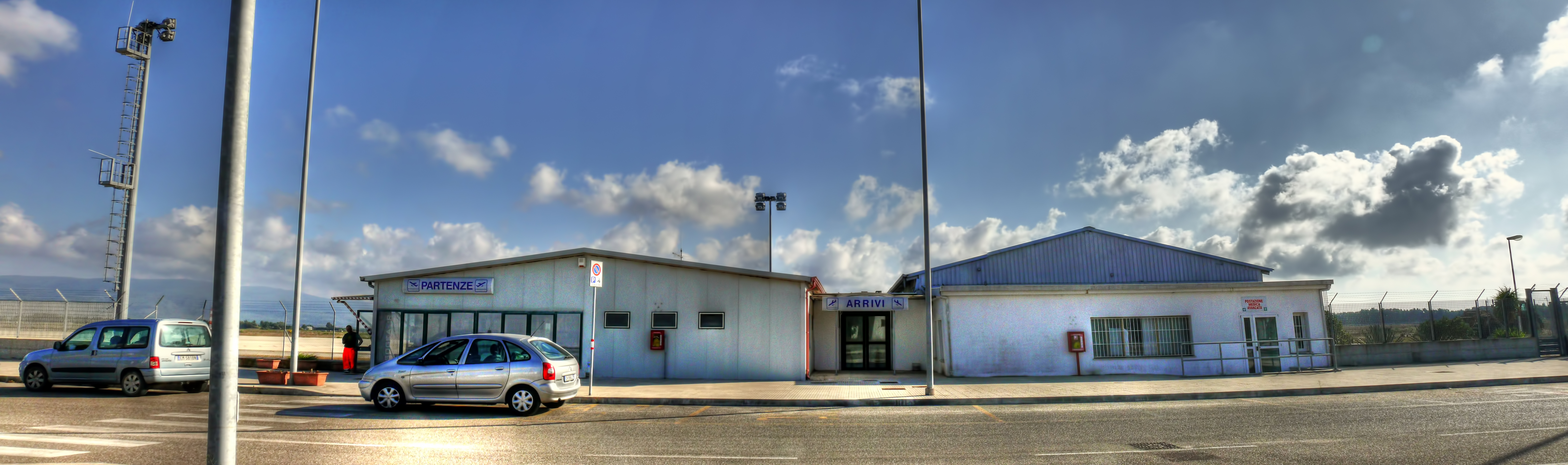
Due torri faro per l'iiluminazione del piazzale di sosta degli aeromobili dell'aeroporto di Oristano-Fenosu
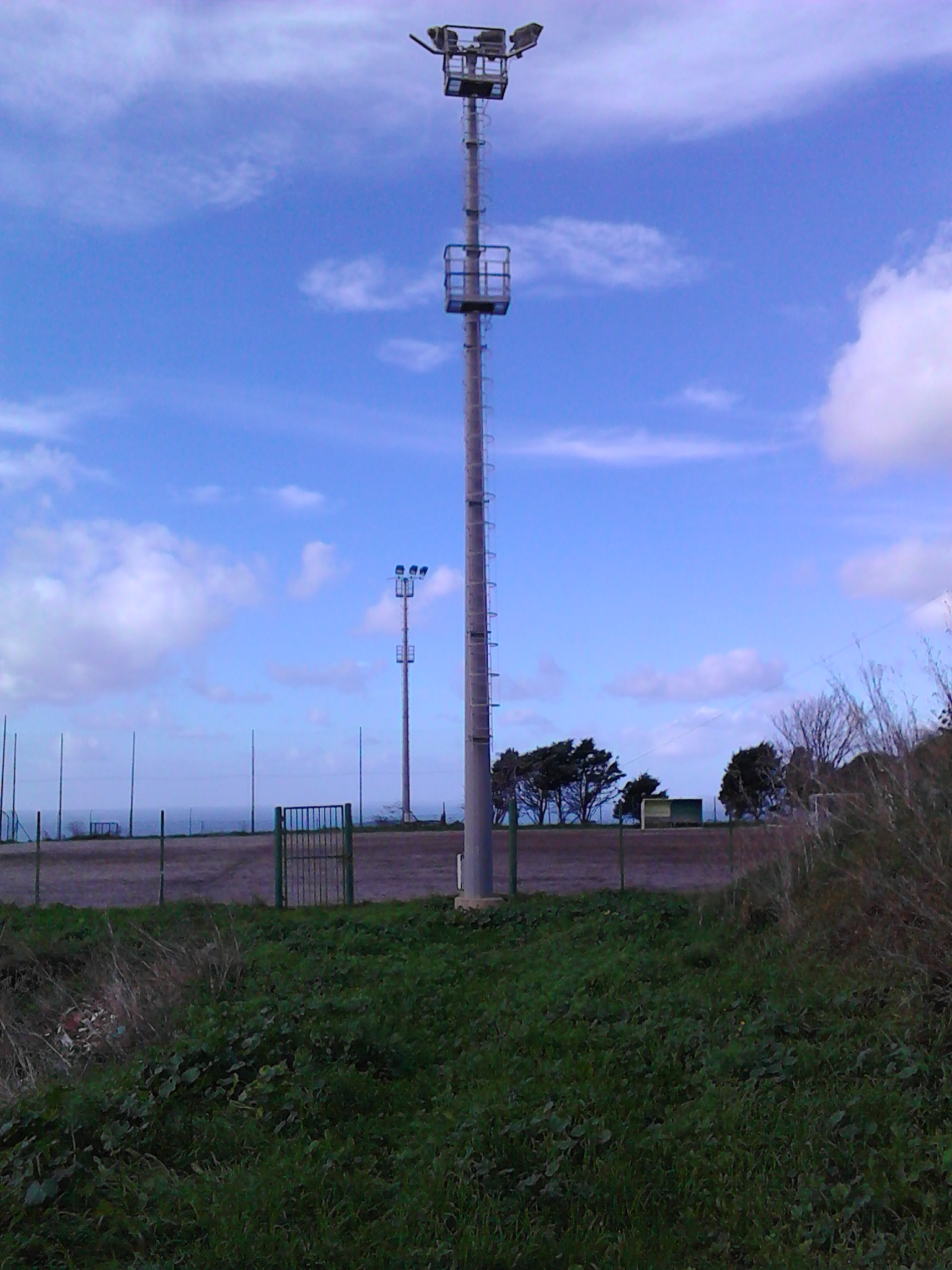
Torri faro con scala per l'illuminazione del campo sportivo di Cuglieri
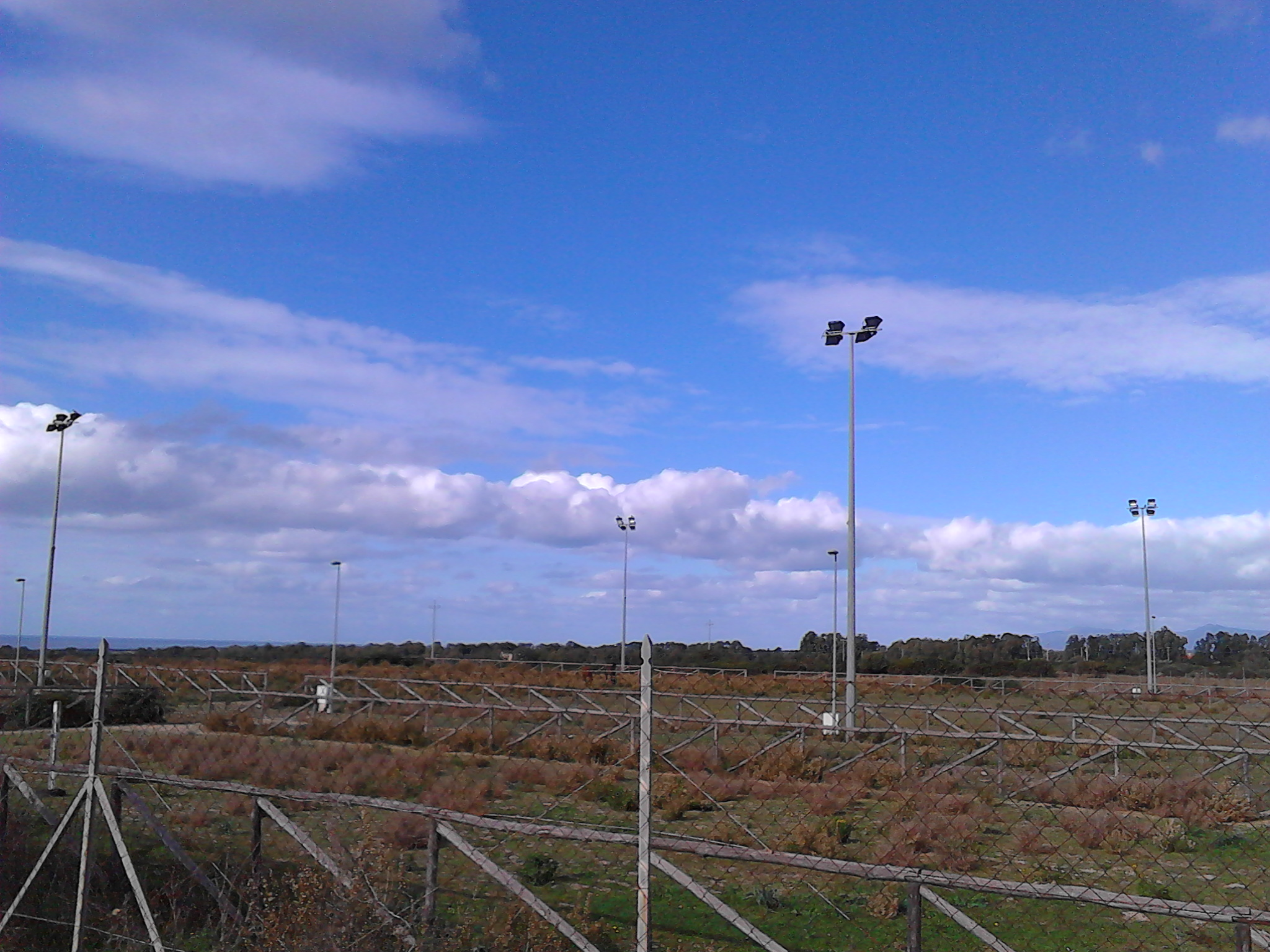
Torri faro per l'illuminazione di un maneggio
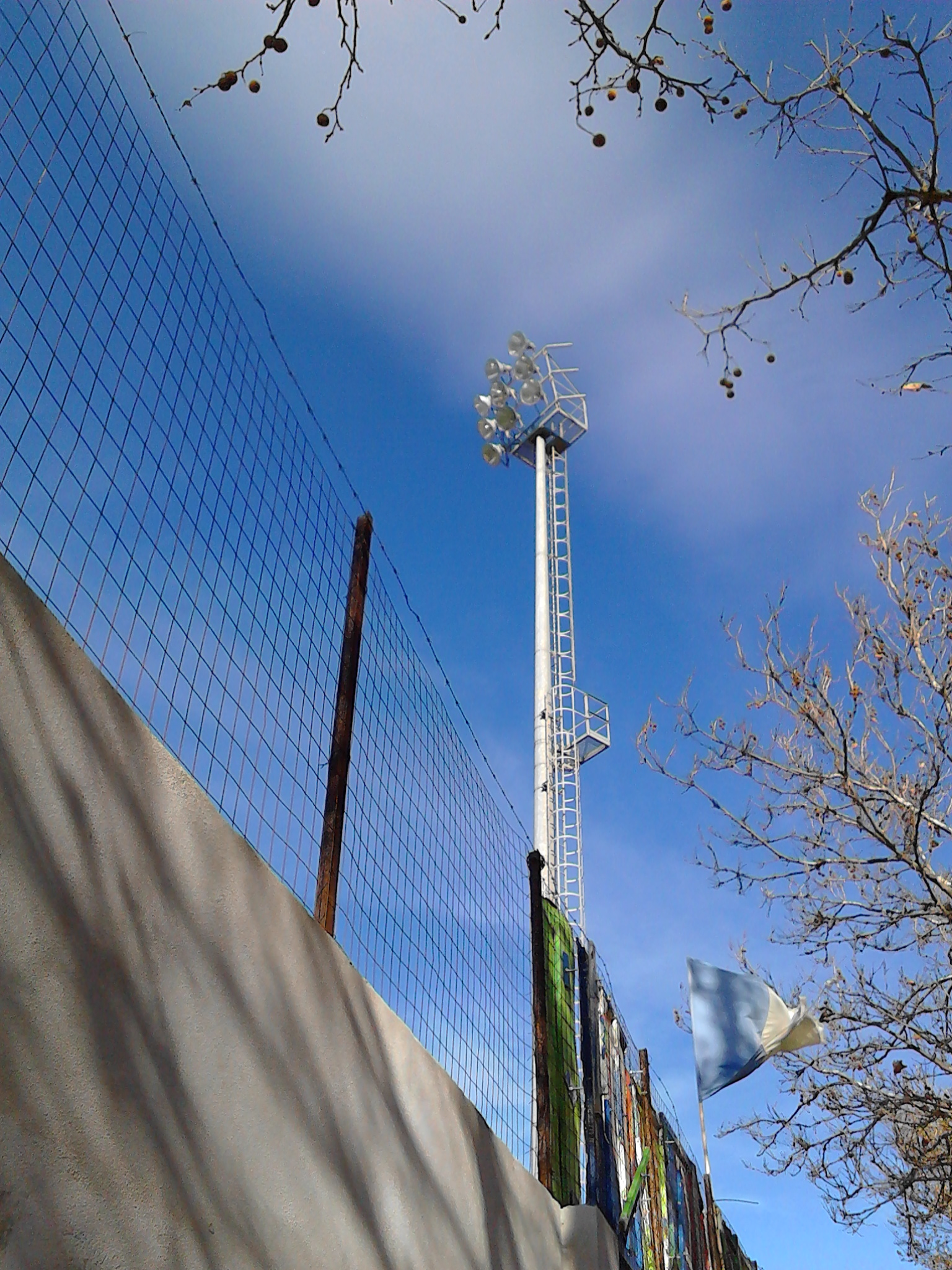
Una torre faro con scala e con nove proiettori all'estremità per l'illuminazione dello stadio Frogheri di Nuoro